# Rho Orionis
Rho Orionis (ρ Orionis, förkortat Rho Ori, ρ Ori) som är stjärnans Bayer-beteckning, är en dubbelstjärna belägen i den mellersta delen av stjärnbilden Orion. Den har en skenbar magnitud på 4,44 och är synlig för blotta ögat där ljusföroreningar ej förekommer. Baserat på parallaxmätning inom Hipparcosuppdraget på ca 9,3 mas (milliarcsecond, millibågsekund), beräknas den befinna sig på ett avstånd på ca 350 ljusår (ca 110 parsek) från solen. Den rör sig bort från solen med en radiell hastighet på +40,5 km/s. För omkring 2,6 miljoner år sedan gjorde Rho Orionis sin periheliumpassage på ett avstånd av omkring 10 ljusår.

## Egenskaper
Primärstjärnan Rho Orionis A är en röd till orange jättestjärna av spektralklass K0 III. Den har en massa som är ca 2,7 gånger större än solens massa. Dess uppmätta vinkeldiameter är 2,19 ± 0,02 mas, som vid dess uppskattade avstånd ger en radie som är ca 25 gånger solens radie. Den utsänder från dess fotosfär ca 250 gånger mera energi än solen vid en effektiv temperatur av ca 4 500 K.
Rho Orionis är en enkelsidigt spektroskopisk dubbelstjärna med en omloppsperiod på 2,8 år och en excentricitet på 0,1.